# Nazionale femminile di football americano dei Paesi Bassi
La nazionale femminile di football americano dei Paesi Bassi (Nederlands American Football Team) è la selezione maggiore femminile di football americano della AFBN, che rappresenta i Paesi Bassi nelle varie competizioni ufficiali o amichevoli riservate a squadre nazionali.

## Dettaglio stagioni

### Amichevoli
| Stagione | Vin | Par | Per | Tot | PF | PS | avversaria              |
| -------- | --- | --- | --- | --- | -- | -- | ----------------------- |
| 2024     | 1   | 0   | 0   | 1   | 6  | 0  | Sealand Seahawks Womens |
| Totale   | 1   | 0   | 0   | 1   | 6  | 0  |                         |

Fonte: americanfootballitalia.com

### Riepilogo partite disputate
| Anno            | Luogo     | Evento     | Fase del torneo | Incontro                              | Risultato |
| 2 novembre 2024 | Amsterdam | Amichevole |                 | Paesi Bassi - Sealand Seahawks Womens | 6 - 0     |

## Confronti con le altre Nazionali
Questi sono i saldi dei Paesi Bassi nei confronti delle Nazionali incontrate.

### Saldo positivo
| Nazionale               | Giocate | Vinte | Pareggiate | Perse | PF | PS | Ultima vittoria | Ultimo pari | Ultima sconfitta |
| ----------------------- | ------- | ----- | ---------- | ----- | -- | -- | --------------- | ----------- | ---------------- |
| Sealand Seahawks Womens | 1       | 1     | 0          | 0     | 6  | 0  | 2024            | -           | -                |